# Skluz (kolejová doprava)
Skluz je v kolejové dopravě rozdíl mezi obvodovou rychlostí kola a rychlostí vozidla. Někdy se terminologicky rozlišuje ztráta adheze při rozjezdu, označovaná jako skluz, od ztráty adheze při brzdění - označuje se jako smyk.
Pokud vozidlo vyvíjí tažnou sílu, dochází k tzv. účinnému skluzu. Ten se pohybuje v řádu jednotek procent. Pokud dojde k překonání meze adheze, dochází k rapidnímu snížení tažné síly a nekontrolovanému zvyšování otáček kola, čili k prokluzu. Tomu u moderních vozidel zabraňuje skluzová ochrana, která porovnává úhlovou rychlost jednotlivých dvojkolí. Dříve se využívalo porovnání napětí na motorech, dnes jsou nápravy nebo trakční motory osazeny snímači otáček. Nebezpečný je tzv. synchronní skluz, kdy dojde k utržení všech dvojkolí naráz. V tom případě nestačí porovnávání rychlostí otáčení, ale využívá se tzv. pátá náprava - sleduje se strmost nárůstu otáček.
Nejméně náchylná ke skluzům jsou vozidla s mechanicky svázanými dvojkolími, ať už pomocí spojnic nebo hřídelů. Nejnebezpečnější je skluz u pohonu sériovými elektromotory, pokud je několik těchto motorů zapojených v sérii (bez vzájemné mechanické vazby). V případě prokluzu jednoho dvojkolí dojde vlivem nárůstu napětí na příslušném motoru k dalšímu nekontrolovanému růstu otáček, což v případě selhání ochran může vést velmi rychle k poškození nebo zničení motoru.
Skluz je při rozjezdech kolejových vozidel poměrně běžnou záležitostí. Koeficient adheze se pohybuje přibližně v rozsahu 0,1 až 0,3 (u metra 0,6), zatímco koeficient smykového tření je nižší. Pokud tedy dojde k proklouznutí kol, nemůže se kolo bez zásahu regulace prokluzu zpomalit. Kromě toho, že vozidlo ztratí v okamžiku skluzu velkou část tažné síly, může dojít i k jeho poškození (u parní lokomotivy může například dojít k deformaci tyčoví) nebo poškození svršku.
Nebezpečí skluzu a smyku je větší těsně po začátku deště, při rose, mlze či mrholení a na místech, kde se na hlavy kolejnic dostal olej, listí či tráva nebo jiné materiály snižující adhezi. Adhezivnost kolejnic výrazně snižuje znečištění hygroskopickým materiálem, například nasolení vozovky v rámci zimního posypu.

## Opatření proti prokluzu
- Systém regulace prokluzu kol - článek o řešení obdobného problému u silničních vozidel
- pískování